# Ayabie
Die japanische Oshare-Kei-Band (Unterart des Visual Kei) ayabie (jap.彩冷える oder アヤビエ, Ayabie, dt. erkaltete Farbe) wurde im Mai 2004 von Ryōhei, Takehito und Intetsu gegründet. Sänger Aoi kam als viertes Mitglied hinzu.
Sie waren ursprünglich bei Speed Disk (Japan) unter Vertrag. Mit dem Release ihrer Single Aitakute wechselten Ayabie ihr Label und sind zurzeit bei dem Major-Label Tokuma Japan Communication unter Vertrag. In Europa werden ihre Releases von CLJ vertrieben. Ihr dem visuellen Stil entsprechendes Outfit wird von ID Japan. sowie H.Naoto designt.
Ayabies Musik enthält Elemente des Pop, Rock, aber auch des Punk.

## Geschichte
Am 8. Mai 2004 hatten Ayabie ihr erstes One-man-Konzert in der Takadanobaba AREA. Ihre erste und zweite Single Heien No Ato, Ame sowie Romancer erschienen im selben Monat, auf 1000 Kopien limitiert. Nach Aussagen Ryōheis ist letzteres immer noch das Lied, das die Band am liebsten live spielt.
Nach weiteren Konzerten tourten sie noch im Sommer desselben Jahres zusammen mit Alice Nine, es folgte die nächste Maxi-Single Chōsoi sō yori san rin, die es auf den 7. Platz der Oricon Indie Charts schaffte. Ayabies erstes Album wurde im März 2005 unter dem Namen Ayabie Sokukan Ongenshū veröffentlicht. Es folgten weitere Veröffentlichungen, unter anderem die ihrer ersten DVD Daikei / Misery in the dusk.
Bis 2005 hatte die Band keinen festen Drummer und behalf sich mit verschiedenen Session-Drummern. Den Anfang machte ex-839 Tomoyo, der Anfang 2005 ausstieg. Dem folgte ex-Fatima Towa, der aber nach einer kurzen Zeit von Kenzo abgelöst wurde. Dieser wurde dann Anfang 2006 zum festen Bestandteil der Band.
Im Juni 2006 tourte die Band zum ersten Mal in Europa. Bandleader und Leadgitarrist Ryōhei verließ die Band im August 2006, was viele Fans schockierte. Als neuer Gitarrist wurde ex-Soroban Yumehito im Oktober 2006 zum festen Mitglied. Er ist seitdem auch zu einem großen Teil für die Komposition der Songs zuständig.
2007 und 2008 spielten Ayabie erneut in Europa, diesmal in Spanien und Finnland.
Nachdem sie Anfang 2009 zum Major-Label Tokuma Japan Communication wechselten, gaben sie im August 2010 bekannt, dass Sänger Aoi das einzige Mitglied der Band sei, da die restlichen 4 Mitglieder (Yumehito, Takehito, Intetsu, and Kenzo) die Band verließen. Jene gründeten eine Band mit selbigen Namen, jedoch wird deren Name mit lateinischen Buchstaben geschrieben. Aoi erklärte, dass die Band offiziell Pause mache welche Ende des Jahres 2010 beginnen werde und er hoffe, dass es zu einem Zusammenschluss der ganzen Band wiedergeben werde.

## Mitglieder
- Aoi (葵, * 1. April 1980) war der Sänger der Band. Vor seinem Eintritt bei Ayabie sang er bei Cynical Biscuit und Mask. Er ist für das Erstellen der „Para Para“-Tanzschritte zuständig und komponiert einige Songs.[1] 2010 ist er zudem in eine Collaboration mit Juwelier GemCEREY für das Design und die Komposition des Werbesongs verantwortlich.[8] Im August 2010 wurde der Ausstieg der anderen 4 Mitglieder bekannt gegeben, da er sich, im Gegensatz zu dem Rest der Band, verpflichtet fühlte bei dem Majorlabel Tokuma Japan zu bleiben, ist er bis jetzt das einzige Mitglied der Band, hofft jedoch, dass sich die Band wiederzusammenschließen wird.

ehemalige Mitglieder
- Ryōhei (猟兵, * 27. März 1983) war Bandleader und Gitarrist der Band, sowie für die meisten Songs verantwortlich. Er hat das Kawaii-Image in der Band und sagte über sich selbst, er sei wie in einem Trickfilm, es gäbe immer einen Helden, der sich transformiert. Er sei eben der Held, der sich in ein Mädchen verwandele.[1] Auch er kam von der Band Hinawana. Nach seinem Austritt aus Ayabie gründete er im Oktober 2006 die Band Megamasso.
- Yumehito (夢人, 22. September 1985) ist Gitarrist und das neuste Mitglied der Band. Er kam von Soroban. Yumehito ist für einen Großteil der lyrics verantwortlich, seit er der Band beigetreten ist.[1] 2010 spielt in einer ersten Rolle im Film „Wonderful World“ von Namikawa Daisuke mit.[9]
- Takehito (タケヒト, * 24. August) ist Gitarrist und von der Band Hinawana zu Ayabie gewechselt.
- Intetsu (インテツ, * 1. Februar) war ursprünglich bei Hinawana. Er ist der Bassist der Band.
- Kenzo (ケンゾ, * 9. Dezember in Tokio) ist der Schlagzeuger der Band. Er wurde 2005 offizielles Mitglied, nachdem er nach Tomoyo (2004–2005), Towa (2005) und Manabu den Posten übernahm.

## Diskografie

### Alben
- 2005: 鉄の島 (Tetsu no Shima am 19. Juli 2006 erschien die 2nd Press)
- 2005: アヤビエ即完音源集 (Ayabie Sokuka Ongenshuu)
- 2005: EquAL pRayer 2 aLL
- 2006: Ayabie – Euro Best (Nur für den europäischen Markt)
- 2006: バージン スノー カラー (Virgin Snow Color die Version für den europäischen Markt erschien am 1. Dezember 2006)
- 2007: エキュメニカル Ecumenical
- 2007: Rikkaboshi (六花星 りっかぼし)
- 2010: 彩-irodori-

### Singles
- 2004: ロマンサー/変態最終頁 (Romancer 1st Press, 17. Juli 2004 2nd Press)
- 2004: 閉園の後、雨 (Heien no Ato Ame)
- 2004: 貯水槽より三人 (Chōsoi sō yori, san rin)
- 2004: ゴシックパーティー (Gothic Party)
- 2004: ロマンサー/変態最終頁/デジタルロリータデモンストレーション/+ (Romancer 3rd Press)
- 2004: ラバーズネーム (Lover’s Name)
- 2005: エム (M)
- 2005: メルトインシナモン (Melting CinnamonIn den Magazinen 'SHOXX' und 'FOOL’S MATE' erschienen)
- 2005: クロイツカササグイトシネガイ (Kuroi tsukasa sagui to shinegai)
- 2005: ヒナタ (Hinata)
- 2005: ~いぎょうのそうのとうじしゃ～「戴冠式前夜」 (~Igyō no sō no dōjisha~ Taikanshiki zenya)
- 2005: ~かこやかすれさけびし～「月請い」 (~Kako ya kasure sake bishi~ Tsukikoi)
- 2005: ~まなつゆきとろけるしょうげん～「キスミイスノウ」 (~Manatsu yuki to rokeru shyōgen~ Kiss me Snow )
- 2005: Lempicka
- 2006: 真冬、四連夜奏 (Mafuyu, yon renya sō)
- 2006: ジャパニーズロウレゾキャラメルタウン (Japanese Low-Res Caramel Town)
- 2006: 蝶 (Chō)
- 2006: FAINT/トパーズ (Faint/Topaz)
- 2006: エヌエムゲンテイオンゲンシュウ (NM Gentei Ongenshō Nur erhältlich auf den Konzerten der 'TOUR-N.M.POPCORE' vom 21. Juli 2006 bis 30. August 2006)
- 2006: 君の声と約束 (Kimi no koe to yakusoku)
- 2007: 硝子細工のお話 (Garasuzaiku no Ohanashi)
- 2007: ブラウニー (Browny)
- 2007: -ecumenicalimage-
- 2007: 桜舞う季節に (Sakura mau kisetsu ni)
- 2007: Cubic'[L/R]ock
- 2007: ユビサキ (Yubisaki)
- 2008: メルト・アウェイ (MELT AWAY)
- 2008: ミカヅキノキセキ (Mikazuki No Kiseki)
- 2009: 会いたくて (Aitakute)
- 2009: 夏物語 (Natsu Monogatari)
- 2009: サヨナラ (Sayonara)
- 2010: ドラマティック(Dramatic)

### Videoalben
- 2004: 台形/ミザリィインザダスク (Daikei / Misery in the dusk)
- 2005: 一段飛び~2005.4.1 Shibuya O-East~ (Ichidan Tobi ~205. April 2001 Shibuya O-East~)
- 2006: Tokyo pRayer
- 2006: つきのかけらふりそそぐ Tsuki no kakera furisosogu
- 2006: Tokyo-Rock Show ~206. März 31 Nakano Sanpuraza~
- 2006: アヤビエ即完映像集 (Ayabie Sokugan Eizoshu, enthält 6 Musikvideos der Band)
- 2007: tour’06>>’07バージンスノ-カラー (tour’06-’07 Virgin Snow Color Tour -2007.1.7 at Tokyo Kouseinenkin Kaikan-, Europa: 9. März 2007)
- 2007: Spring Tour’07 ecumenical image -at 2007.4.8 C.C.Lemon Hall- (Europa: 19. Juli 2007)
- 2008: Film Spiral (フィルムスパイラル)
- 2008: 水に解ける雪 2008.04.30 at Shibuya-AX (Mizu ni tokeru yuki 2008.04.30 at Shibuya-AX)
- 2009: The 7th color 〜Indies last tour Final〜
- 2010: 2010 Spring Tour 彩-irodori – Tour Final @ Zepp Tokyo